# Moartea lui Joe Indianul
Moartea lui Joe Indianul este un film româno-german din 1968 regizat de Wolfgang Liebeneiner și Mihai Iacob. A fost filmat concomitent cu Aventurile lui Tom Sawyer, fiind lansat cu subtitlul „Seria a doua din Aventurile lui Tom Sawyer”. Rolurile principale au fost interpretate de actorii Roland Demongeot și Marc Di Napoli.

## Distribuție
- Roland Demongeot — Thomas (Tom) Sawyer
- Marc Di Napoli — Huckleberry Finn
- Lucia Ocraim — Rebecca (Becky) Thatcher
- Otto Ambros — tâmplarul Muff Potter
- Jacques Billodeau — tâlharul Joe Indianul
- Mario Verdon — tâlharul Windy
- Maurice Teynac — învățătorul Dobbins
- Roland Armontel — judecătorul Thatcher
- Serge Nubret — negrul Jim
- Marcela Rusu — văduva Douglas
- Fory Etterle — avocatul
- Nicolae Gărdescu — pastorul
- Lina Carstens — mătușa Polly
- Emil Liptac — șeriful
- Dominic Stanca
- Alexandru Silvestru
- Theo Partisch
- Gheorghe Novac
- Mihai Berechet
- Franz Keller — galezul
- Dorin Dron — barmanul Fred
- Eugenia Bădulescu — doamna Thatcher
- Val. Lefescu
- Valeriu Arnăutu
- Sebastian Radovici
- Victor Moldovan
- Ileana Dunăreanu
- Iarodara Nigrim
- Robert Hecker — Sid Sawyer, fratele lui Tom
- Szabolcs Cseh — localnic (nemenționat)
- Ernst Fritz Fürbringer — narator (versiunea germană)

## Producție
Serialul de televiziune Les Aventures de Tom Sawyer a intrat în faza de producție la 8 decembrie 1967, fiind realizat de Franco London Film și Studioul Cinematografic București. Studioul român a cheltuit suma de 750.000 lei.

## Primire
Filmul a fost vizionat de 4.037.982 de spectatori în cinematografele din România, după cum atestă o situație a numărului de spectatori înregistrat de filmele românești de la data premierei și până la data de 31 decembrie 2014 alcătuită de Centrul Național al Cinematografiei.
Serialul de televiziune a obținut Marele Premiu „Perles” la M.I.F.E.D. din Milano în 1968.